# Дискография PMMP
На этой странице представлена подробная дискография финской поп-рок-группы PMMP.

## Kuulkaas enot!
Kuulkaas enot! — дебютный альбом финской группы PMMP, выпущенный 5 сентября 2003 года на лейбле Sony Music. Музыка ко всем песням альбома написана продюсером группы Йори Сьёроосом, а тексты — вокалистками группы.

### Треки
- «Niina» — 4:06 (музыка — Йори Сьёроос, текст — Паула Весала)
- «Kesä-95» — 3:36 (музыка — Йори Сьёроос, текст — Паула Весала и Мира Луоти)
- «Rusketusraidat» — 3:05 (музыка — Йори Сьёроос, текст — Паула Весала и Мира Луоти)
- «Odotan» — 3:28 (музыка — Йори Сьёроос, текст — Паула Весала и Мира Луоти)
- «Joutsenet» — 4:09 (музыка — Йори Сьёроос, текст — Паула Весала и Мира Луоти)
- «Synestesia» — 4:10 (музыка — Йори Сьёроос, текст — Паула Весала и Мира Луоти)
- «Poika» — 4:04 (музыка — Йори Сьёроос, текст — Паула Весала и Мира Луоти)
- «Onnellinen päivä» — 3:30 (музыка — Йори Сьёроос, текст — Мира Луоти)
- «Isin pikku tyttö» — 3:10 (музыка — Йори Сьёроос, текст — Паула Весала и Мира Луоти)
- «Ikuinen leikki» — 3:43 (музыка — Йори Сьёроос, текст — Паула Весала и Мира Луоти)

### Синглы
- «Rusketusraidat»
- «Niina»
- «Joutsenet»

## Kovemmat Kädet
Kovemmat Kädet — второй альбом группы PMMP, вышедший 9 марта 2005 года на лейбле Sony BMG.

### Треки
- «Kovemmat kädet»
- «Matkalaulu»
- «Oo siellä jossain mun»
- «Päiväkoti»
- «Mummola»
- «Matoja»
- «Auta mua»
- «Onni»
- «Olkaa yksin ja juoskaa karkuun»
- «Maria Magdalena»
- «Salla tahtoo siivet»
- «Kumivirsi»
- «Pikkuveli»

### Синглы
- «Päiväkoti»
- «Oo siellä jossain mun»
- «Matkalaulu»
- Pikkuveli

## Leskiäidin tyttäret
Leskiäidin tyttäret — третий альбом группы PMMP. Выпущен 15 ноября 2006 года на лейбле Sony BMG.

### Треки
- «Joku raja»
- «Kiitos»
- «Kesäkaverit»
- «Henkilökohtaisesti»
- «Taiteilia»
- «Päät soittaa»
- «Onko sittenkään hyvä näin»
- «Tässä elämä on»
- «Kohkausrock»
- «Leskiäidin tyttäret»

### Синглы
- «Henkilökohtaisesti»
- «Tässä elämä on»
- «Joku raja»

## Puuhevonen
Puuhevonen — четвёртый альбом группы PMMP. Выпущен 14 ноября 2007 года. Содержит сборник детских народных песен Финляндии.
- «Puuhevonen»
- «Jospas Minä Kissan Saisin»
- «Lörpötys»
- «Katinka»
- «Minä Soitan Harmonikkaa»
- «Täti Monika»
- «Etkö Ymmärrä»
- «Hyljätty Nukke»
- «Magdaleena»
- «Neljä Kissanpoikaa»
- «Mustan Kissan Tango»
- «Suojelusenkeli»
- «Ihahaa»
- «Pikku Lauri»
- «Hyvin Hiljaa»

## Veden Varaan
Veden Varaan — пятый альбом группы PMMP. Выпущен в 2009 году.
- «Kuvia»
- «San Francisco»
- «Lautturi»
- «Viimeinen valitusvirsi»
- «Taajama»
- «Pariterapiaa»
- «Merimiehen vaimo»
- «Tulva»
- «Lapsuus loppui»
- «Se vaikenee joka pelkää»

## Rakkaudesta
Rakkaudesta — шестой альбом группы PMMP. Выпущен 14 ноября 2007 года. Содержит сборник детских народных песен Финляндии.
- «4ever Young»
- «Korkeasaari»
- «Heliumpallo»
- «Koko show»
- «Jeesus ei tule oletko valmis»
- «Rakkaalleni»
- «Tytöt»
- «Pahvinaamari»
- «Kevään valo»
- «Toivo»

## Hitit
Hitit — сборник лучших хитов группы PMMP. Выпущен в 2013 году.
- «Rusketusraidat»
- «Niina»
- «Joutsenet »
- «Kesä-95»
- «Päiväkoti (Radio edit)»
- «Oo siellä jossain mun»
- «Pikkuveli »
- «Matkalaulu»
- «Kumivirsi»
- «Henkilökohtaisesti»
- «Tässä elämä on»
- «Joku raja (Radio edit)»
- «Kesäkaverit»
- «Viimeinen valitusvirsi»
- «Lautturi »
- «Pariterapiaa »
- «Heliumpallo»
- «Rakkaalleni (Radio edit)»
- «Tytöt (Radio edit) »
- «Valloittamaton»

## Matkalaulu
Matkalaulu — последний альбом группы PMMP. Выпущен в 2013 году.

### Треки
- «Heliumpallo»
- «Matkalaulu»
- «Se Vaikenee Joka Pelkää»
- «Korkeasaari»
- «Kiitos»
- «Kovemmat Kädet»
- «Päiväkoti»
- «Lautturi»
- «Kesäkaverit»
- «Rakkaalleni»
- «Oo Siellä Jossain Mun»